# Gromada Chotylub
Gromada Chotylub war eine Verwaltungseinheit in der Volksrepublik Polen zwischen 1954 und 1960. Verwaltet wurde die Gromada vom Gromadzka Rada Narodowa, dessen Sitz sich in Chotylub befand und aus 9 Mitgliedern bestand.

Die Gromada Dachnów gehörte zum Powiat Lubaczowski in der Woiwodschaft Rzeszów (1945–1975). Sie wurde gebildet aus den bisherigen Gromadas Chotylub der aufgelösten Gmina Cieszanów sowie die Gromada Gorajec aus der aufgelösten Gmina Płazów und der Gromada Rudka der aufgelösten Gmina Horyniec.
Zum 31. Dezember 1960 wurde die Gromada Chotylub aufgelöst und auf die Gromadas Dachnów, die Dörfer Chotylub und Rudka, und Gromada Płazów, das Dorf Gorajec, aufgeteilt.